# فاستر (اورگن)
فاستر (به انگلیسی: Foster) یک منطقهٔ مسکونی در ایالات متحده آمریکا است که در Linn County واقع شده‌است.